# Lekenik
Lekenik  è un comune della Croazia di 1.697 abitanti secondo il censimento del 2021 appartiene alla regione di Sisak e della Moslavina. È situato nella zona pianeggiante di Turopolje.
Questo comune si trova sulla linea strada-ferrovia da Zagabria a Sisak, a metà strada tra le città di Velika Gorica e Sisak.
In questo comune è situato il Villaggio SOS Bambini, il primo in Croazia, fondato nel 1992.